# Malte au Concours Eurovision de la chanson 2023
Malte fait partie des trente-sept pays participant au Concours Eurovision de la chanson 2023, qui se déroule du 9 au 13 mai 2023 à Liverpool au Royaume-Uni. Le pays est représenté par The Busker et leur chanson Dance (Our Own Party). Le pays se classe 15e et dernier en demi-finale avec 3 points, ne parvenant pas à se qualifier pour la finale.

## Sélection
Le radiodiffuseur public TVM a confirmé la participation de Malte au Concours Eurovision de la chanson 2023 le 2 septembre 2022, ainsi que l'organisation d'une nouvelle édition du Malta Eurovision Song Contest. 

### Format
Quarante chansons participent au Malta Eurovision Song Contest. Elles sont réparties dans trois quarts de finale, suivis d'une demi-finale comportant les vingt-quatre chansons qualifiées des quarts de finale, puis d'une finale avec seize chansons.

### Participants
Du 17 au 31 octobre 2022, les artistes ont eu la possibilité d'envoyer leurs chansons. Comme lors de l'édition précédente, une clause empêchait Emma Muscat, la représentante maltaise au Concours Eurovision de la chanson 2022, de participer au concours pour éviter la possibilité d'envoyer le même artiste deux années consécutives. 
Les quarante chansons sont annoncées le 21 novembre 2022.

Parmi les artistes sélectionnés, on retrouve Fabrizio Faniello, qui a pris part au Concours Eurovision de la chanson 2006, Jessika Muscat, qui a représenté Saint-Marin lors de l'édition 2018 du Concours, ainsi que Francesca Sciberras et Eliana Gomez Blanco, représentantes maltaises au Concours Eurovision de la chanson junior, respectivement lors des éditions 2009 et 2019.
- Vainqueur
- Disqualifié

| Artiste              | Titre                  | Langue           | Auteur(s)                                                                                                 |
| -------------------- | ---------------------- | ---------------- | --- |
| Aidan                | Reġina                 | Maltais, Anglais | Aidan Cassar, Boban Apostolov                                                                             |
| André                | Broken Hill            | Anglais          | Toby Farrugia, David Cassar Torreggiani, André Portelli                                                   |
| Bradley Debono       | Blackout               | Anglais          | Christina Magrin                                                                                          |
| Brooke               | Checkmate              | Anglais          | Brooke Borg, Gerard James Borg, Christian Rabb, Dino Medanhodžić, Lukas Meijer                            |
| Cheryl Balzan        | La La Land             | Anglais          | David Cassar Torreggiani, Cheryl Balzan, Toby Farrugia                                                    |
| Chris Grech          | Indescribable          | Anglais          | Joakim Dubbelman, Gerard James Borg, Jesper Rune, Arve Furset                                             |
| Christian Arding     | Eku ċar                | Maltais          | Jan van Dijck, Emil Calleja Bayliss                                                                       |
| Clintess             | Lura qatt              | Maltais          | Dominic Cini, Etienne Micallef                                                                            |
| Dan                  | It'll Be OK            | Anglais          | Daniel Muscat Caruana                                                                                     |
| Dario                | Pawn in a Game         | Anglais          | Henric Pierroff, Emil Vaker, Karin Pierroff                                                               |
| Dario Bezzina        | Bridle Road            | Anglais          | Martin Älenmark, Darren Michaels, Charlie Mason                                                           |
| Dominic & Anna       | Whatever Wind May Blow | Anglais          | Alexander Berger, Michael Tauben, Will Taylor, Jonas Gladnikoff                                           |
| Eliana Gomez Blanco  | Guess What             | Anglais          | Ray Agius, Alfred C. Sant                                                                                 |
| Fabrizio Faniello    | Try to Be Better       | Anglais          | Johan Bejerholm                                                                                           |
| Francesca Sciberras  | Masquerade             | Anglais          | Marco Debono, Rita Pace                                                                                   |
| Geo Debono           | The Mirror             | Anglais          | Daniele Moretti, Natasha Turner, Niall Mooney                                                             |
| Giada                | I Depend on You        | Anglais          | Melanie Georgiou                                                                                          |
| Greta Tude           | Sound of My Stilettos  | Anglais          | Cyprian Cassar, Muxu, Antoine Farrugia                                                                    |
| Haley                | Tik Tok                | Maltais          | Philip Vella, Gerard James Borg                                                                           |
| Ian                  | On My Own              | Anglais          | Melanie Georgiou                                                                                          |
| Jake                 | Love You like That     | Anglais          | Primož Poglajen, Jonas Gladnikoff, Michael James Down                                                     |
| James Louis          | Dream                  | Anglais          | James Mifsud                                                                                              |
| Jason Scerri         | Anything Can Happen    | Anglais          | Jason Scerri                                                                                              |
| Jessika              | Unapologetic           | Anglais          | Jessika Muscat, Stefan Moessle                                                                            |
| John Galea           | Trailblazer            | Anglais          | John Galea                                                                                                |
| Kirstie              | Girls Get Down         | Anglais          | Cyprian Cassar, Muxu                                                                                      |
| Klinsmann            | Piranha                | Anglais          | Mats Ygfors, Robin Svensson, Magdalena Ohlin, Gerard James Borg                                           |
| Lyndsay              | Haunted                | Anglais          | Michael James Down, Will Taylor, Primož Poglajen, Jonas Gladnikoff, Johnny Sanchez, Sara Ljunggren        |
| Maria Christina      | Our Flame              | Anglais          | Erik Horvath, Rickard Bonde Truumeel, Ylva Persson, Linda Persson, Emil Calleja Bayliss                   |
| Maria Debono         | X'allegrija            | Maltais          | Cyprian Cassar, Muxu, Maria Debono                                                                        |
| Marie Claire         | Thankful               | Anglais          | Thorghy Landgren, Thomas Rodin, Rickard Bonde Truumeel, Ylva Persson, Linda Persson, Emil Calleja Bayliss |
| Mark Anthony Bartolo | Tears                  | Anglais          | Mark Anthony Bartolo                                                                                      |
| Matt Blxck           | Up                     | Anglais          | Matthew Caruana, Cyprian Cassar                                                                           |
| Maxine Pace          | Alone                  | Anglais          | Steve Manovski, Shaun Farrugia                                                                            |
| Mikhail              | Leħen fiċ-ċpar         | Maltais          | Cyprian Cassar, Cliff Casha                                                                               |
| Nathan               | Creeping Walls         | Anglais          | Dominic Cini, Jonas Gladnikoff, Emil Calleja Bayliss                                                      |
| Ryan Hili            | In the Silence         | Anglais          | Aaron Sibley, Natan Dagur, Cyprian Cassar                                                                 |
| Stefan Galea         | Heartbreaker           | Anglais          | Stefan Galea, Muxu, Rikki Lee Scicluna                                                                    |
| Stefan Xuereb        | What Do You Want?      | Anglais          | Aidan O'Connor, Richard Micallef                                                                          |
| The Busker           | Dance (Our Own Party)  | Anglais          | David Meilak, Jean Paul Borg, Sean Meachen, Matthew James Borg, Michael Joe Cini                          |

1. ↑  Aidan a été disqualifié de la compétition le 23 janvier 2023, car il a enfreint la règle de promotion de sa chanson sur les réseaux sociaux.

### Shows

#### Quarts de finale
- Qualifié pour la demi-finale
- Disqualifié

##### Premier quart de finale
| #  | Artista             | Titolo              |
| -- | ------------------- | ------------------- |
| 1  | Haley               | Tik Tok             |
| 2  | Stefan Xuereb       | What Do You Want?   |
| 3  | Clintess            | Lura qatt           |
| 4  | Fabrizio Faniello   | Try to Be Better    |
| 5  | Eliana Gomez Blanco | Guess What          |
| 6  | Christian Arding    | Eku ċar             |
| 7  | Jason Scerri        | Anything Can Happen |
| 8  | Maria Debono        | X'allegrija         |
| 9  | Geo Debono          | The Mirror          |
| 10 | Mikhail             | Leħen fiċ-ċpar      |
| 11 | Aidan               | Reġina              |
| 12 | Nathan              | Creeping Walls      |
| 13 | Klinsmann           | Piranha             |

##### Deuxième quart de finale
| #  | Artiste              | Titre                 |
| -- | -------------------- | --------------------- |
| 1  | Francesca Sciberras  | Masquerade            |
| 2  | The Busker           | Dance (Our Own Party) |
| 3  | Lyndsay              | Haunted               |
| 4  | Maxine Pace          | Alone                 |
| 5  | Marie Claire         | Thankful              |
| 6  | Ian                  | On My Own             |
| 7  | Kirstie              | Girls Get Down        |
| 8  | Dario Bezzina        | Bridle Road           |
| 9  | Brooke               | Checkmate             |
| 10 | Mark Anthony Bartolo | Tears                 |
| 11 | Dan                  | It'll Be OK           |
| 12 | Dario                | Pawn in a Game        |
| 13 | Matt Blxck           | Up                    |

##### Troisième quart de finale
| #  | Artiste         | Titre                  |
| -- | --------------- | ---------------------- |
| 1  | André           | Broken Hill            |
| 2  | Bradley Debono  | Blackout               |
| 3  | Cheryl Balzan   | La La Land             |
| 4  | James Louis     | Dream                  |
| 5  | Dominic & Anna  | Whatever Wind May Blow |
| 6  | Greta Tude      | Sound of My Stilettos  |
| 7  | Ryan Hili       | In the Silence         |
| 8  | Jessika         | Unapologetic           |
| 9  | Stefan Galea    | Heartbreaker           |
| 10 | Giada           | I Depend on You        |
| 11 | John Galea      | Trailblazer            |
| 12 | Jake            | Love You like That     |
| 13 | Chris Grech     | Indescribable          |
| 14 | Maria Christina | Our Flame              |

#### Demi-finale
La demi-finale a lieu le 9 février 2023 et est présentée par Amber Bondin et Glen Vella. Parmi les 24 artistes qualifiés des quarts de finale, 16 se qualifient pour la finale.
| #  | Artiste              | Titre                  |
| -- | -------------------- | ---------------------- |
| 1  | Greta Tude           | Sound of My Stilettos  |
| 2  | Fabrizio Faniello    | Try to Be Better       |
| 3  | Eliana Gomez Blanco  | Guess What             |
| 4  | André                | Broken Hill            |
| 5  | Dan                  | It'll Be OK            |
| 6  | Ian                  | On My Own              |
| 7  | Ryan Hili            | In the Silence         |
| 8  | Mark Anthony Bartolo | Tears                  |
| 9  | Cheryl Balzan        | La La Land             |
| 10 | Dario Bezzina        | Bridle Road            |
| 11 | Nathan               | Creeping Walls         |
| 12 | Chris Grech          | Indescribable          |
| 13 | Brooke               | Checkmate              |
| 14 | Christian Arding     | Eku ċar                |
| 15 | Klinsmann            | Piranha                |
| 16 | Bradley Debono       | Blackout               |
| 17 | Geo Debono           | The Mirror             |
| 18 | The Busker           | Dance (Our Own Party)  |
| 19 | Maxine Pace          | Alone                  |
| 20 | Dominic & Anna       | Whatever Wind May Blow |
| 21 | Giada                | I Depend on You        |
| 22 | Stefan Galea         | Heartbreaker           |
| 23 | Mikhail              | Leħen fiċ-ċpar         |
| 24 | Matt Blxck           | Up                     |

## Finale
La finale a eu lieu le 11 février 2023 au Malta Fairs and Conventions Centre à Ta' Qali et a été présentée par Amber Bondin et Glen Vella.
Au cours de la soirée, Emma Muscat, la représentante du pays au Concours Eurovision de la chanson 2022, et Aidan avec la chanson Reġina se sont produits en tant qu'invités.
- Première place
- Deuxième place
- Troisième place
- Dernière place

| Ordre | Artiste             | Titre                 | Score | Score    | Score | Place |
| Ordre | Artiste             | Titre                 | Jury  | Télévote | Total | Place |
| ----- | ------------------- | --------------------- | ----- | -------- | ----- | ----- |
| 1     | Nathan              | Creeping Walls        | 3     | 9        | 12    | 11    |
| 2     | Chris Grech         | Indescribable         | 27    | 7        | 34    | 6     |
| 3     | Maxine Pace         | Alone                 | 28    | 55       | 73    | 4     |
| 4     | Fabrizio Faniello   | Try to Be Better      | 12    | 9        | 21    | 8     |
| 5     | Geo Debono          | The Mirror            | 0     | 3        | 3     | 15    |
| 6     | Brooke              | Checkmate             | 39    | 31       | 70    | 5     |
| 7     | Ian                 | On My Own             | 19    | 3        | 22    | 7     |
| 8     | Eliana Gomez Blanco | Guess What            | 10    | 10       | 20    | 9     |
| 9     | The Busker          | Dance (Our Own Party) | 41    | 80       | 121   | 1     |
| 10    | Giada               | I Depend on You       | 1     | 2        | 3     | 16    |
| 11    | Matt Blxck          | Up                    | 45    | 31       | 76    | 3     |
| 12    | Cheryl Balzan       | La La Land            | 5     | 4        | 9     | 13    |
| 13    | Christian Arding    | Eku ċar               | 11    | 6        | 17    | 10    |
| 14    | Ryan Hili           | In the Silence        | 41    | 44       | 85    | 2     |
| 15    | Dan                 | It'll Be OK           | 8     | 2        | 10    | 12    |
| 16    | Stefan Galea        | Heartbreaker          | 0     | 3        | 3     | 14    |

À l'issue du vote, c'est The Busker qui remporte la compétition, et représente donc Malte au Concours Eurovision de la chanson 2023, à Liverpool au Royaume-Uni.

## À l'Eurovision
The Busker participe à la première moitié de la première demi-finale, le mardi 9 mai 2023. Y recevant 3 points, le pays se classe 15e et dernier et ne parvient pas à se qualifier en finale.